# Marek Bugdol
Marek Bugdol (ur. 11 czerwca 1966 w Raciborzu) – pracownik naukowy i dydaktyczny, specjalista z zakresu zarządzania jakością, profesor nauk humanistycznych (nauki o zarządzaniu i jakości), doktor habilitowany nauk ekonomicznych, profesor nauk humanistycznych (od 2012 roku, nauki o zarządzaniu); Kierownik Katedry Zarządzania Jakością w Instytucie Ekonomii ,Finansów i Zarządzania Uniwersytetu Jagiellońskiego w Krakowie, audytor jakości, długoletni pracownik ZEW S.A (aktualnie SGL). Pełnomocnik jakości i menedżer jakości.

## Życiorys
W 1985 roku podjął pracę w Zakładach Elektrod Węglowych S.A w Raciborzu (był laborantem, zastępcą kierownika działu kadr i szkolenia, kierownikiem działu marketingu). Organizował jeden z pierwszych konferencji dotyczących koncepcji TQM, m.in. w Wiedniu i Berlinie. Był współorganizatorem wielu targów, wyjazdów studyjnych rozwijających działalność eksportową (USA, Kanada, Szwecja, Turcja, Tajlandia, Austria).  Reprezentował ZEW S.A w EFQM w Brukseli.
W 1992 ukończył studia z zakresu pedagogiki pracy w Wyższej Szkole Pedagogicznej w Opolu.
Ponadto ukończył studia podyplomowe -Handel Zagraniczny w Centrum Kształcenia Kadr Handlu Zagranicznego w Warszawie i studia podyplomowe z zakresu Technologii Przemysłu Elektrodowego na Wydziale Chemii Politechniki Śląskiej. Ukończył szkolenie z zakresu marketingu i zarządzania (CECOFORMA i Uniwersytet w Liège, Belgia).
W 1994 obronił na Uniwersytecie Śląskim w Katowicach pracę doktorską Jakość stosunków międzyludzkich w zakładach pracy Raciborza napisaną pod kierunkiem Władysława Jachera. Od 1995 pracował na Wydziale Ekonomicznym Uniwersytetu Opolskiego. Dwukrotnie otrzymywał stopień naukowy doktora habilitowanego. W 1997 otrzymał go z socjologii na Moskiewskim Uniwersytecie Państwowym im. M.W. Łomonosowa. W 2000 uzyskał stopień doktora habilitowanego nauk ekonomicznych  Uniwersytecie Technicznym w Ostrawie. Równocześnie poświęcił się pracy samorządowej. W latach 1998–2006 był radnym, w tym w latach 1999–2002 starostą) powiatu raciborskiego. W roku 2002 kandydował również na urząd prezydenta Raciborza. Po wyborach objął funkcję wiceprezydenta Raciborza, z której jednak zrezygnował w listopadzie 2002 poświęcając się pracy naukowej.
Od 2002 kierował na UO Zakładem Zarządzania Jakością, w tym samym roku rozpoczął równocześnie pracę na Uniwersytecie Jagiellońskim. Od 2003 był także dyrektorem Instytutu Studiów Społecznych Państwowej Wyższej Szkoły w Raciborzu. Z tej ostatniej funkcji zrezygnował w 2004, odszedł z PWSZ w 2006. W 2012 otrzymał tytuł profesora nauk humanistycznych. W latach 2013–2016 był członkiem Centralnej Komisji ds. Stopni i Tytułów. Od 2019 roku jest Przewodniczącym Rady Dyscypliny nauk o zarządzaniu i jakością Uniwersytetu Jagiellońskiego. Jest Kierownikiem Studiów Podyplomowych Lean Management oraz Lean Office. W latach 2016–2019 pełnił funkcję prodziekana ds. naukowych Wydziału Zarządzania i Komunikacji Społecznej UJ.
Pracuje na Wydziale Zarządzania i Komunikacji Społecznej UJ, gdzie jest kierownikiem Katedry Zarządzania Jakością w Instytucie Ekonomii, Finansów i Zarządzania.
Jest autorem i współautorem licznych publikacji naukowych. Jego zainteresowania naukowe dotyczą: społecznych aspektów zarządzania jakością, wartości organizacyjnych, systemów zarządzania jakością i środowiskiem oraz optymalizacji procesów w usługach i przemyśle. Jest laureatem Polskiej Nagrody Jakości.
W wyborach prezydenckich w 2025 został członkiem komitetu poparcia Artura Bartoszewicza.